# Фомина, Аделаида Николаевна
Аделаида Николаевна Фомина (1929 — 2013) — советский врач-хирург. Герой Социалистического Труда (1969).

## Биография
Родилась 22 июня 1929 года на территории современного города Пласт Челябинской области.
В 1953 году окончила лечебный факультет Челябинского медицинского института, получив специальность «врач-хирург».
С 1953 по 1954 годы работала районным хирургом в селе Миасское Красноармейского района Челябинской области. С 1954 по 1956 годы работала хирургом и одновременно — главным врачом участковой больнице села Богородское Молотовской области.
С 1956 года работала врачом, с 1957 по 1958 годы — заместителем главного врача по лечебной части и с 1958 по 1985 годы — главным врачом Центральной Увельской районной больницы Челябинской области.
Под руководством А. Н. Фоминой как главного врача были возведены основные объекты больничного городка в посёлке Увельский, в 1958 году было построено терапевтическое отделение, котельная и гаражи, в 1961 году — открыта новая поликлиника и расширялся стационар. Впоследствии под её руководством были построены инфекционное отделение, детское отделения и административный корпус.
2 декабря 1966 года  Указом Президиума Верховного Совета СССР «за высокие трудовые достижения в области здравоохранения» А. Н. Фомина была награждена Орденом Ленина.
4 февраля 1969 года  Указом Президиума Верховного Совета СССР «за большие заслуги в области охраны здоровья советского народа» Аделаида Николаевна Фомина была удостоена звания Героя Социалистического Труда с вручением Ордена Ленина и золотой медали «Серп и Молот».
С 1985 по 1999 годы работала — заместителем главного врача по экспертизе Центральной Увельской районной больницы Челябинской области.
Помимо основной деятельности А. Н. Фомина избиралась депутатом Челябинского областного и Увельского районного Советов народных депутатов, членом Увельского райкома КПСС.
Жила в посёлке Увельский Увельского района. Умерла 12 октября 2013 года.

## Награды
- Медаль «Серп и Молот» (4.02.1969)
- Орден Ленина (4.02.1969)
- Орден Трудового Красного Знамени (2.12.1966)

### Звания
- Почетный гражданин Увельского района (1997).